# Jacalyn Duffin
Jacalyn M. Duffin CM FRSC (9 de junho de 1950) é uma historiadora médica e hematologista canadense. Ela ocupou a Cátedra Hannah de História da Medicina na Queen's University de 1988 a 2017. Anteriormente, foi presidente da Associação Americana para a História da Medicina e da Sociedade Canadense para a História da Medicina. De 1993 a 1995 ela foi Reitora Associada de Estudos de Graduação e Educação na Queen's University. Ela é mais conhecida por seu testemunho que levou à canonização de Marie-Marguerite d'Youville. A partir de 2010, ela publicou oito livros (como autora e editora) sobre a história da medicina e escreveu vários artigos sobre vários assuntos relacionados à história da medicina, milagres e hematologia. Em 2019, Duffin foi incluído no Hall da Fama Médica Canadense.
Duffin completou seu doutorado na Universidade de Toronto. Logo depois, mudou-se para Paris, onde optou por estudar hematologia e René Laennec na Sorbonne. Concluiu seu doutorado em História da Medicina em 1985 e depois retornou ao Canadá.
Ao retornar ao Canadá, Duffin se estabeleceu em Ottawa, onde assinou um contrato para revisar um conjunto de slides, que ela presumiu que seriam usados em um processo por negligência médica. Ela não recebeu nenhuma informação sobre o paciente, mas identificou a jovem como sofrendo de leucemia mieloblástica aguda, "a leucemia mais agressiva conhecida", já que essa forma de leucemia mata geralmente em dois anos. Em vez disso, ela descobriu que o paciente, após uma recaída, entrou em remissão e estava bem cerca de cinco anos depois. O testemunho de Duffin seria usado pelo Vaticano para determinar se Marie-Marguerite d'Youville (1701-1771) havia realizado um milagre e era digna de canonização. De acordo com Duffin, "Eles nunca me pediram para dizer que isso era um milagre. Eles queriam saber se eu tinha uma explicação científica para o motivo pelo qual esse paciente ainda estava vivo. Percebi que eles não estavam me pedindo para endossar suas crenças. Eles não o fizeram. Não importa se eu era crente ou não, eles se importavam com a ciência."